# Пентелейчук Дмитро Вікторович
Дмитро Вікторович Пентелейчук (нар. 9 серпня 2000, Чернівці, Україна) — український футболіст, півзахисник футбольного клубу «Куликів-Білка».

## Життєпис

### Клубна кар'єра
Футбольну кар'єру розпочав у чернівецькій «Буковині», з юнацької академії якої 2015 року перейшов до львівського УФК. У 2017 році перейшов до «Вереса», в складі якого виступав у юнацькому чемпіонаті України (U-19).
Наступного року став гравцем «Львова», в основному складі якого дебютував 22 травня 2019 року в нічийному (0:0) домашньому поєдинку 30-го туру Прем'єр-ліги проти луганської «Зорі». Дмитро вийшов на поле на 83-й хвилині, замінивши Владислава Приймака.
В сезоні 2021/22 на правах оренди виступав за друголіговий клуб «Вовчанськ», за який провів 19 офіційних матчів в усіх турнірах (2 голи). У вересні 2022 року знову на правах оренди перейшов до клубу ПФЛ, а саме в першоліговий «Маріуполь». Перед стартом нового сезону підписав повноцінний контракт з маріупольським клубом.

## Статистика
Станом на 20 травня 2025 року
| Турніри                           | Матчі | Кількість забитих м'ячів |
| --------------------------------- | ----- | ------------------------ |
| Прем'єр-ліга України              | 2     | 0                        |
| Кубок України                     | 5     | 2                        |
| Перша ліга України                | 46    | 7                        |
| Перехідні матчі I-II ліги України | 2     | 0                        |
| Друга ліга України                | 21    | 2                        |
| Всього                            | 76    | 11                       |
| Прем'єр-ліга (U-21)               | 42    | 2                        |
| Прем'єр-ліга (U-19)               | 45    | 2                        |
| Всього                            | 87    | 4                        |
| Всього за кар'єру                 | 163   | 15                       |